# Blepharipoda spinosa
Blepharipoda spinosa is een tienpotigensoort uit de familie van de Blepharipodidae. De wetenschappelijke naam van de soort is voor het eerst geldig gepubliceerd in 1841 door H. Milne Edwards & Lucas.